# پریری ویو (کانزاس)
پریری ویو (به انگلیسی: Prairie View) شهری در ایالت کانزاس کشور ایالات متحده آمریکا است که جمعیت آن در سرشماری سال ۲۰۱۰ میلادی، ۱۳۴ نفر بوده‌است.